# Fabian Schumacher
Fabian Schumacher-Andre, vor der Heirat Fabian Schumacher (* 16. März 1987 in Innsbruck), ist ein ehemaliger österreichischer Fußballtorwart, der heute als Torwarttrainer tätig ist.

## Karriere
Schumacher begann seine Karriere beim Innsbrucker SK in seiner Heimatstadt. Nach einigen guten Spielen kam er ins Bundesnachwuchszentrum Salzburg, welche zur SV Austria Salzburg gehörte. Danach ging er in die Jugend des FC Wacker Innsbruck, wo er 2004 kurzfristig zu seinem Stammverein Innsbrucker AC zurückkehrte. Ab 2005 stand er dann bei Wacker unter Vertrag. Sein Debüt in der höchsten österreichischen Spielklasse gab Schumacher am 12. Mai 2007 gegen den SV Pasching, als er in der 73. Minute für Olushola Aganun eingewechselt wurde, da Harald Planer die gelb-rote Karte sah. Ein weiteres Bundesligaspiel folgte im Heimstadion am 17. Mai 2007 gegen den FC Red Bull Salzburg. 2007/2008 wurde Schumacher von Wacker an den SV Hall verliehen und kam nach dem Abstieg der Tiroler aus der Bundesliga 2008 zu Wacker zurück.
Mit dem FC Wacker Innsbruck wurde Schumacher in der Saison 2009/10 mit zwei Punkten Vorsprung auf den FC Admira Wacker Mödling Meister der zweitklassigen österreichischen Ersten Liga und stieg somit mit dem Team in die Bundesliga auf. Am 14. Mai 2011 bekam Schumacher im Spiel gegen FK Austria Wien erneut die Chance sich in der Bundesliga zu beweisen. Es folgten am 22. Mai 2011 das Heimspiel gegen LASK Linz und in der 36. Runde am 25. Mai 2011 auswärts das Spiel gegen SK Sturm Graz. Nach drei erfolgreichen Bundesliga-Einsätzen zum Ende der Saison 2010/2011 beendet Fabian Schumacher nach 6 Jahren seine Karriere beim FC Wacker Innsbruck.
2011 kam Schumacher als Ersatz für den verletzten Tormann zum SV Reutte. Ab der Saison 2012/13 hütete Schumacher  das Tor der WSG Wattens in der Regionalliga West, war in der ersten Saison noch Stammhüter und fungierte 2013/14 nur noch als Nummer 2 bzw. Nummer 3. Nach einer Saison beim Innsbrucker AC in der fünftklassigen Landesliga West schloss er sich im Sommer 2015 dessen Ligakonkurrenten, dem SC Mils, an. Bei diesem ließ er in den darauffolgenden neun Spielzeiten seine Karriere als Fußballtorhüter ausklingen und brachte es dabei auf 172 Meisterschaftseinsätze.
Im Sommer 2024 beendete er seine Laufbahn als Aktiver und wurde Torwarttrainer der in der Viertklassigkeit spielenden Kampfmannschaft des FC Wacker Innsbruck. Nebenbei war er bereits seit einiger Zeit als Torwarttrainer am LAZ Tirol aktiv und hatte davor bereits im Nachwuchsbereich des FC Wacker Innsbruck und noch früher ebenfalls beim LAZ Tirol als Torhüterausbildung gearbeitet. Seit Oktober 2014 ist Schumacher im Besitz der ÖFB-Torwarttrainer-C-Lizenz.

## Erfolge
- 1× Meister der zweitklassigen Ersten Liga: 2009/10